# Дерда II Елимийски
Дерда II (на старогръцки: Δέρδας) е архонт на Елимия през ранния IV век пр. Хр. на река Бистрица.
Той е син на Сира Елимийски и брат на Евридика и така е зет на цар Аминта III Македонски. Вероятно майка му е дъщеря на цар Архелай I, понеже по време на раждането му баща му се жени за нея.
Като млад Дердас убива Аминта II през 393 г. пр. Хр., който се присмива на младостта му , и Аминта III се възкачва на трона на Македония. Той се съюзява с Агесиполид I, цар на Спарта.
През 382 г. пр. Хр. той помага на Спарта с 400 конници през Първата олинтска война срещу доминираната от Олинт Халкидска лига (382–379 г. пр. Хр.). Той преследва от Аполония Мигдонска олинтската кавалерия от деветдесет стадии и им нанся големи загуби.
Дъщеря му или сестра му Фила се омъжва за цар Филип II Македонски. Той има и два сина Дерда III и Махатa, бащата на Харпал († 323 г. пр. Хр.), Филип († 326/5 г. пр. Хр.) и Таурон (офицер в Индия, † сл. 326 г. пр. Хр.).